# 페어런트 트랩 (1961년 영화)
《페어런트 트랩》(영어: The Parent Trap)은 1961년 개봉한 미국의 로맨스, 뮤지컬 코미디 영화이다. 데이비드 스위프트가 감독과 각본을 맡았으며, 에리히 케스트너의 소설 《쌍둥이 로테》 가 영화의 원작이다.

## 출연

### 주연
- 헤일리 밀즈
- 모린 오하라

### 조연
- 브라이언 키이스
- 캐슬린 네스비트
- 찰스 러글스
- 우나 머켈
- 조안나 반스
- 린다 왓킨스
- 루스 맥데빗
- 프랭크 드 볼
- 크레헌 덴튼
- 리오 G. 캐럴
- 낸시 컬프

## 기타
- 원작자: 에리히 캐스트너
- 협력프로듀서: 조지 골릿즌
- 의상: 빌 토머스